# Radyera farragei
Radyera farragei là một loài thực vật có hoa trong họ Cẩm quỳ. Loài này được (F.Muell.) Fryxell & S.H.Hashmi miêu tả khoa học đầu tiên năm 1971.